# Desglasar

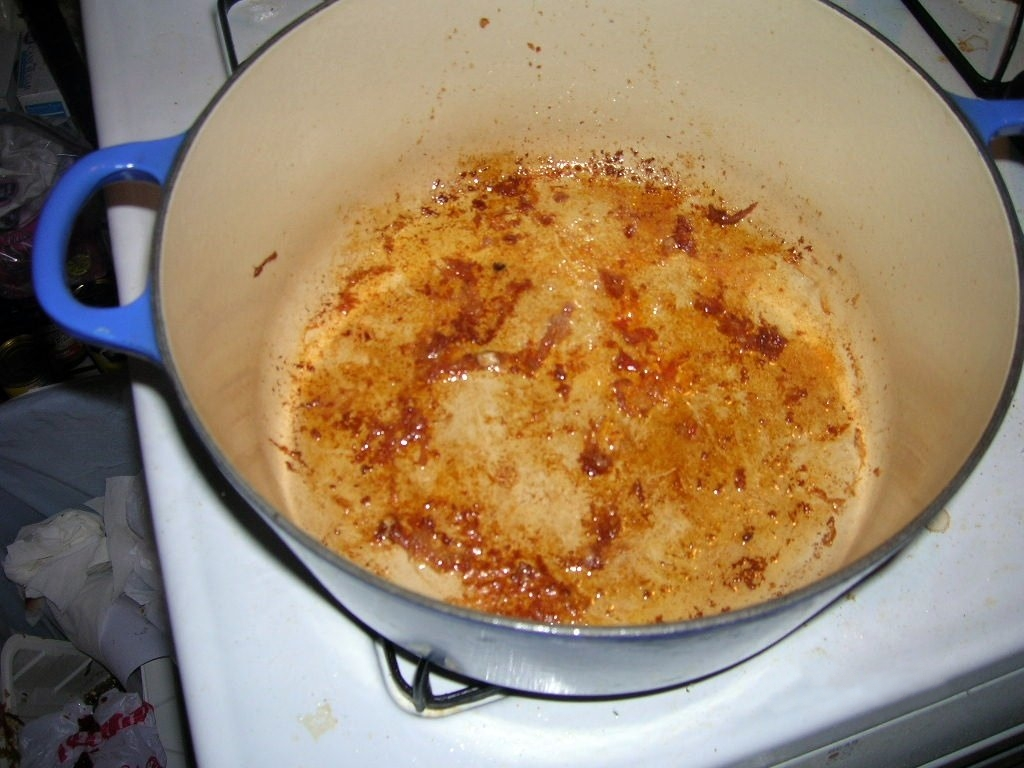
Jugos que quedan en el fondo de un recipiente tras dorar carne de cerdo.

Desglasar (del francés déglacer, n. déglaçage) es el acto de recuperar los jugos de cocción aún calientes que se han adherido en el fondo de la olla o sartén, debido a su viscosidad, diluyéndolos con una determinada cantidad de líquido frío, como un vaso de vino blanco o de verjus. De esta manera, al mezclar ambos sabores se forma la salsa del plato preparado.
Es común en alta cocina proceder al desglasado después de sellar, dorar o marcar carnes o pescados en un recipiente, como forma de despegar las grasas caramelizadas del fondo y obtener una salsa sabrosa. También se desglasan las fuentes procedentes de un asado u horneado.

## Procedimiento
Para desglasar, se retiran las piezas de carne de la cacerola, y con el fuego encendido, se vierte un líquido frío: agua, caldo, vino, vinagre, coñac, nata, leche, cava o champán, cerveza, etc. Para remover se usa una cuchara que no ralle la olla. El contraste del frío con la alta temperatura ablanda los restos caramelizados y se mezclan con el líquido. Se reduce levemente hasta que adquiera la textura de salsa, pudiendo añadir especias o hierbas aromáticas, como eneldo, tomillo, o ralladura de algún cítrico.
Desglasar con vino tinto o blanco es lo más habitual, aunque el vinagre también se prefiere porque confiere un grato sabor. Para los platos a base de carne de caza, las bebidas recomendadas para formar una salsa desglasada son los vinos generosos y los licores, ya que merece la pena usar alcoholes de buena calidad para este tipo de preparaciones. A veces la salsa se espesa con un roux.